# Bảo tàng Phòng tắm Hoàng gia ở Warsaw
Bảo tàng Phòng tắm Hoàng gia ở Warsaw (tiếng Ba Lan: Muzeum Łazienki Królewskie w Warszawie) là một bảo tàng tọa lạc tại số 1 phố Agrykola, Warsaw, Ba Lan. Bảo tàng này bố trí triển lãm bên trong Phòng tắm Hoàng gia, địa điểm này ban đầu là một gian nhà tắm được Stanisław Herakliusz Lubomirski cho xây dựng vào những năm 1780 theo phong cách kiến trúc Baroque, sau đó được Stanisław August Poniatowski xây dựng lại thành một khu phức hợp bao gồm cung điện và công viên. Kể từ năm 1960, khu phức hợp này trở thành trụ sở của bảo tàng. Bảo tàng Phòng tắm Hoàng gia ở Warsaw là một thành viên của Hiệp hội Khu nhà ở Hoàng gia Châu Âu.

## Lịch sử
Vào tháng 4 năm 1960, một bảo tàng được thành lập ở Phòng tắm Hoàng gia với tư cách là một chi nhánh của Bảo tàng Quốc gia ở Warsaw. Vào năm 1995, bảo tàng này bắt đầu hoạt động độc lập  và lấy tên là Bảo tàng Phòng tắm Hoàng gia ở Warsaw. Từ năm 2018, bảo tàng có một chi nhánh là Bảo tàng Săn bắn và Ngựa ở Warsaw.
Bảo tàng bị đóng cửa vào tháng 3 năm 2020 do đại dịch COVID-19, và đã mở cửa trở lại cho công chúng vào ngày 20 tháng 4 năm 2020.